# 召し上がれのガトリング
『召し上がれのガトリング』（めしあがれのガトリング）は、DISH//の2枚目のフル・アルバム。2016年12月14日にSony Music Recordsから発売された。

## 概要
- 前作『MAIN DISH』から約1年11か月振りのリリース[3]。
- CDは初回生産限定盤A・B、通常盤の3形態で発売。
- 本作は、シングル曲「イエ〜ィ!!☆夏休み」「俺たちルーキーズ」「HIGH-VOLTAGE DANCER」の他、大黒摩季やスウェーデンのバンド・JTRの楽曲のカバー、メンバーの自作曲等、全形態共通で全13曲を収録[4][1][2]。
- 初回生産限定盤Aの特典DVDには、『Juke DISH// Box 〜奇跡の全55曲!! In 東西野音〜』のライブ映像のダイジェストと、『DISH// presents 初めてのNYC観光ツアー』を収録[1][2]。
- 初回生産限定盤Bの特典CDには、メンバーのデュオ曲全5曲を収録[1][2]。
- 本作のタイトルはボーカルのTAKUMIが付けたもので、収録曲13曲をガトリングで連射するイメージにたとえて、「ガトリングで相手をボコボコにするように13曲食らいやがれ!」というアルバムと説明している[5]。
- ジャケット写真はニューヨークで撮影された[4]。
- 本作のリリース後の2017年1月に泉大智がドラマーとして加入して5人体制となり、結成時の4人組としてのCDはこのアルバムが最後となる。
  - 尚、2018年にベースの小林龍二が脱退した為、小林が参加した最後のアルバムとなった。
  - また、泉の加入と同時に、全員がDISH//として活動する際に用いたアーティスト名と、本来の芸名とを統一したため、「TAKUMI」（北村匠海）・「MASAKI」（矢部昌暉）・「RYUJI」（小林龍二）・「To-i」（橘柊生）というアーティスト名を用いた最後の作品となった。
  - DISH//はこのアルバムを掲げて、本作にまだ参加していない泉を含めた5人体制で、同年の3月から5月にかけてコンサート・ツアー『DISH//2017 Spring Tour「実食会」』を行った[6]。

## チャート成績
- オリコンチャート
  - 初週に約2.4万枚を売り上げ、2016年12月26日付の「オリコン週間 CDアルバムランキング」で週間4位を獲得した[7]。
    - 前作『MAIN DISH』（5位、約2万枚）を上回る成績となった[7]。
- Billboard JAPAN
  - 2016年12月21日公開の「Billboard Japan Hot Albums」で週間5位を獲得した[8]。

## 収録曲
1. JUMPer
  - 2022年7月1日にリテイクバージョンが配信された。[9]
2. 俺たちルーキーズ
  - 7thシングル。
  - テレビ東京系『釣りバカ日誌〜新入社員 浜崎伝助〜』主題歌。[10]
  - 氣志團の綾小路翔と西園寺瞳からの楽曲提供。
3. イエ〜ィ!!☆夏休み
  - 6thシングル。
  - 大黒摩季とTUBEの春畑道哉からの楽曲提供。
4. ら・ら・ら
  - 大黒摩季の楽曲のカバー。
5. モノクロ
  - メンバーの北村匠海が制作した楽曲。
6. Loop.
  - メンバーの橘柊生が制作した楽曲。
  - 2022年3月1日にリテイクバージョンが配信された[11]。
7. SIGH
  - 当時メンバーの小林龍二が制作した楽曲。
8. 僕の太陽
  - メンバーの矢部昌暉が制作した楽曲。
9. HIGH-VOLTAGE DANCER
  - 8thシングル
10. No One Else
  - JTRの楽曲のカバー。
11. 愛の導火線
  - 2022年2月1日にリテイクバージョンが配信された。[12]

## 収録内容
| #         | タイトル                            | 作詞                 | 作曲                 | 編曲                     | 時間  |
| --------- | ----------------------------------- | -------------------- | -------------------- | ------------------------ | ----- |
| 1.        | 「JUMPer」                          | DISH//、小倉しんこう | 松隈ケンタ           | SCRAMBLES                | 3:29  |
| 2.        | 「俺たちルーキーズ」                | 綾小路翔             | 西園寺瞳             | 梅原新                   | 4:37  |
| 3.        | 「イエ〜ィ!!☆夏休み」               | 大黒摩季             | 春畑道哉             | 梅原新                   | 4:45  |
| 4.        | 「ら・ら・ら」                      | 大黒摩季             | 大黒摩季             | 山本聡                   | 2:49  |
| 5.        | 「モノクロ」                        | TAKUMI、T-Cher       | TAKUMI               | T-Cher                   | 4:46  |
| 6.        | 「Loop.」                           | To-i、岡部波音       | To-i                 | 岡部波音、Hiromitsu Ando | 3:45  |
| 7.        | 「SIGH」                            | RYUJI、久下真音      | RYUJI                | 大沢圭一                 | 4:12  |
| 8.        | 「僕の太陽」                        | MASAKI、Gk3          | MASAKI               | Gk3                      | 3:33  |
| 9.        | 「HIGH-VOLTAGE DANCER」             | DISH//、小倉しんこう | 松隈ケンタ           | SCRAMBLES                | 3:29  |
| 10.       | 「No One Else」(日本語詞: 藤林聖子) | JTR                  | JTR                  |                          | 3:53  |
| 11.       | 「My memory」                       | DISH//、小倉しんこう | DISH                 | 宮下浩司                 | 4:31  |
| 12.       | 「愛の導火線」                      | 新井弘毅             | 新井弘毅             | 新井弘毅                 | 3:53  |
| 13.       | 「サクラボシ」                      | DISH//、小倉しんこう | DISH//、小倉しんこう | 梅原新                   | 6:05  |
| 合計時間: | 合計時間:                           | 合計時間:            | 合計時間:            | 合計時間:                | 53:53 |

| #         | タイトル                          | 作詞           | 作曲           | 時間  |
| --------- | --------------------------------- | -------------- | -------------- | ----- |
| 1.        | 「secReT love」(RYUJI・To-i)      | JackPotBeats   | JackPotBeats   | 4:26  |
| 2.        | 「Dr.Please!!」(MASAKI・RYUJI)    | 浅利進吾       | 浅利進吾       | 3:50  |
| 3.        | 「言えやしないよ…」(TAKUMI・To-i) | 磯崎健史       | 磯崎健史       | 3:25  |
| 4.        | 「春イチゴ」(TAKUMI・RYUJI)       | オオヤギヒロオ | オオヤギヒロオ | 5:07  |
| 5.        | 「前へ」(MASAKI・To-i)            | 岡部波音       | 岡部波音       | 4:41  |
| 合計時間: | 合計時間:                         | 合計時間:      | 合計時間:      | 21:31 |

| #  | タイトル | 作詞 | 作曲・編曲 |
| -- | --- | ---- | ---------- |
| 1. | 「伝説の55 曲ライブ舞台裏まで見せちゃいます!! Juke DISH// Box 〜奇跡の全55曲!! In 東西野音〜」(2016年7月18日 日比谷野外大音楽堂) |      |            |
| 2. | 「DISH// presents 初めてのNYC観光ツアー」                                                                                        |      |            |

## 再青

### 愛の導火線（再青）
『愛の導火線 (in 2022)』（あいのどうかせん イン 2022）は、DISH//の楽曲。2022年2月1日にSony Recordsから『再青』第2弾として配信された。

#### 概要（愛の導火線）
- 自身のバンド結成10周年を記念したリテイクプロジェクト『再青』の第2弾として、「birds」と同時リリースされた[12]。
- 配信時点のメンバー4人の演奏とボーカルでリテイクされている[12]。
- 本作のジャケット写真は、コラージュアーティストの五反田和樹が担当[12]。
- リテイクに対して、メンバーの泉大智は「DISH//のライブでのキラーチューンですな。ライブで育てまくったこの曲を音源で是非聴いていただきたいです。熱量が半端ねえす」とコメントした[12]。
- 2022年4月6日、上述の『再青』のプロジェクト楽曲をコンパイルしたコンピレーション・アルバム『再』にて、本曲が収録され、同バージョンはCD初収録となった[13]。

#### 収録曲（愛の導火線）
1. 愛の導火線 (in 2022) - [3:49]
作詞・作曲・編曲：新井弘毅

### Loop.（再青）
『Loop. (in 2022)』（ループ イン 2022）は、DISH//の楽曲。2022年3月1日にSony Recordsから『再青』第3弾として配信された。

#### 概要（Loop.）
- 自身のバンド結成10周年を記念したリテイクプロジェクト『再青』の第3弾として、「FREAK SHOW」と同時リリースされた[11]。
- 配信時点のメンバー4人の演奏とボーカルでリテイクされている[11]。
- 本作のジャケット写真は、イラストレーターのともわかが担当[11]。
- 2022年4月6日、上述の『再青』のプロジェクト楽曲をコンパイルしたコンピレーション・アルバム『再』にて、本曲が収録され、同バージョンはCD初収録となった[13]。

#### 収録曲（Loop.）
1. Loop. (in 2022) - [3:43]
作詞：To-i、岡部波音
作曲：To-i
編曲：岡部波音・Hiromitsu Ando
  - メンバーの橘柊生が制作した楽曲。

### JUMPer（再青）
『JUMPer (in 2022)』（ジャンパー イン 2022）は、DISH//の楽曲。2022年7月1日にSony Recordsから『再青』第6弾として配信された。

#### 概要（JUMPer）
- 自身のバンド結成10周年を記念したリテイクプロジェクト『再青』の第6弾として、「Newフェイス」と同時リリースされた[9]。
- 配信時点のメンバー4人の演奏とボーカルでリテイクされている[9]。
- 本作のジャケット写真は、anが担当[9]。
- 2022年4月6日、上述の『再青』のプロジェクト楽曲をコンパイルしたコンピレーション・アルバム『青』にて、本曲が収録され、同バージョンはCD初収録となる予定[14]。

#### 収録曲（JUMPer）
1. JUMPer (in 2022) - [3:28]
作詞：DISH//、小倉しんこう
作曲：松隈ケンタ
編曲：SCRAMBLES